# New Christy Minstrels
The New Christy Minstrels ist eine US-amerikanische Folkmusik-Gruppe, die in den frühen 1960er Jahren mehrere Charterfolge erzielen konnte. 
Der Name ist den Christy Minstrels entlehnt, einer im 19. Jahrhundert von Edwin Pearce Christy gegründeten Minstrel-Band, deren Darsteller mit schwarz gefärbten Gesichtern afroamerikanische Künstler imitierten und vorwiegend Songs von Stephen Foster darboten. Zu ihren Sängern zählten Al Jolson und Eddie Cantor. 

## Geschichte
1961 von Randy Sparks gegründet, konnte die Gruppe mehrere Singles in den Folk-Music Top 40 Charts platzieren, darunter This Land Is Your Land, Green, Green und Ramblin’. 1964 steuerten sie die Filmmusik zum Film Advance to the Rear mit Glenn Ford und Stella Stevens bei. Die darin enthaltenen Songs Today, This Old Riverboat und Company of Cowards zählen heute zu den Folk-Standards.
Die Besetzung der Gruppe wechselte häufig, und zu ihren prominentesten Mitgliedern zählten:
- Gene Clark (später The Byrds)
- Jerry Yester (später bei The Lovin’ Spoonful)
- Barry McGuire (1965 erfolgreich mit seiner Solo-Single Eve of Destruction)
- Larry Ramos (später Sänger bei The Association)
- Kenny Rogers (später bei The First Edition)
- Bob Buchanan (1967 zusammen mit Gram Parsons Mitglied der International Submarine Band, mit dem er den Song Hickory Wind schrieb)
- Karen Black
- Kim Carnes
- Terry Ann Meeuwsen (vormals Miss America)

1964 gründete Sparks mit The Back Porch Majority eine zweite Folk-Formation, unter anderem mit dem später sehr erfolgreichen Sänger John Denver. Im selben Jahr verkaufte Sparks seine Rechte an den New Christy Minstrels auf dem Höhepunkt der Karriere der Gruppe für 2.500.000 Dollar. Später gründete er eine weitere Band mit der Green Grass Group, zu deren Mitgliedern Larry Murray und Chris Hillman zählten.
Die Minstrels trennten sich 1972. Heute geben sie gelegentlich Konzerte, wieder mit Randy Sparks und einigen weiteren Originalmitgliedern. Den Song Green, Green nahmen die Minstrels in mehreren Sprachen auf, darunter auch in Deutsch.

## Diskografie

### Studioalben
| Jahr | Titel Musiklabel Katalog-Nr.                                      | Höchstplatzierung, Gesamtwochen, AuszeichnungChartsChartplatzierungen (Jahr, Titel, Musiklabel Katalog-Nr., Platzierungen, Wochen, Auszeichnungen, Anmerkungen) | Anmerkungen       |
| Jahr | Titel Musiklabel Katalog-Nr.                                      | US | Anmerkungen       |
| ---- | ----------------------------------------------------------------- | --- | ----------------- |
| 1962 | The New Christy Minstrels Columbia CL-1872                        | US19 (92 Wo.)US |                   |
| 1963 | The New Christy Minstrels in Person Columbia CL-1941              | US33 (20 Wo.)US |                   |
| 1963 | Tall Tales! Legends & Nonsense Columbia CL-2017                   | US20 (22 Wo.)US |                   |
| 1963 | Ramblin’ Columbia CL-2055                                         | US15 Gold · (77 Wo.)US | feat. Green Green |
| 1964 | Today and Other Songs from ’Advance to the Rear’ Columbia CL-2159 | US9 (34 Wo.)US |                   |
| 1964 | Land of Giants Columbia CL-2187                                   | US48 (23 Wo.)US |                   |
| 1965 | The Wandering Minstrels Columbia CL-2384                          | US125 (9 Wo.)US |                   |
| 1965 | Cowboys and Indians Columbia CL-2303                              | US62 (11 Wo.)US |                   |
| 1965 | Chim Chim Cher-ee and Other Happy Songs Columbia CL-2369          | US22 (22 Wo.)US |                   |
| 1966 | The New Christy Minstrels’ Greatest Hits Columbia CL-2479         | US76 (16 Wo.)US |                   |
| 1970 | You Need Someone to Love RCA Camden CAS-7183                      | US195 (2 Wo.)US |                   |

Weitere Alben
- 1962: Presenting the New Christy Minstrels
- 1963: Merry Christmas
- 1964: Land of Giants
- 1964: Cowboys and Indians
- 1965: Quiet Sides of the New Christy Minstrels
- 1966: In Italy…In Italian
- 1966: New Kick!
- 1967: Christmas with the Christies
- 1968: On Tour Through Motortown
- 1968: Big Hits from Chitty Chitty Bang Bang
- 1970: The New Christy Minstrels a San Remo
- 1962: Songs of Our Wonderful Country
- 1976: The Great Soap Opera Themes
- 1997: The Definitive New Christy Minstrels
- 1999: Coat Your Minds with Honey Hits & Highlights 1962-1968
- 2001: Christmas with the New Christy Minstrels Complete
- 2003: Presenting & in Person
- 2003: Tell Tall Tales & Land of Giants

### EPs
- 1965: Three Wheels

### Singles
| Jahr | Titel Album              | Höchstplatzierung, Gesamtwochen, AuszeichnungChartsChartplatzierungen (Jahr, Titel, Album, Platzierungen, Wochen, Auszeichnungen, Anmerkungen) | Anmerkungen                          |
| Jahr | Titel Album              | US | Anmerkungen                          |
| ---- | ------------------------ | --- | ------------------------------------ |
| 1962 | This Land is Your Land – | US93 (1 Wo.)US | B-Seite: Don’t Cry Suzanne           |
| 1963 | Green, Green –           | US14 (12 Wo.)US | B-Seite: The Banjo                   |
| 1963 | Saturday Night –         | US29 (7 Wo.)US | B-Seite: The Wheeler Dealers         |
| 1964 | Today –                  | US17 (13 Wo.)US | B-Seite: Miss Katy Cruel             |
| 1964 | Silly Ol’ Summertime –   | US92 (2 Wo.)US | A-Seite von The Far Side of the Hill |
| 1965 | Chim Chim Cher-ee –      | US81 (5 Wo.)US | B-Seite: They Gotta Quit             |

Weitere Singles
- 1963: Denver / Liza Lee
- 1963: A Travelin’ Man / Rovin’ Gambler
- 1963: Beautiful City / Tell It on the Mountain
- 1964: Down the Road I Go / Gotta Get a Goin’
- 1964: Gotta Get a Goin’ / Kickin’ My Dog Around
- 1965: A Little Bit of Happiness / Jim ‘N’ I, Him ‘N’ I, Flying in the Gemini
- 1965: The River
- 1966: A Corner in the Sun / Beautiful World
- 1967: Sleep Comes Easy / It Should Have Been You
- 1968: Where Did Our Love Go / Stop in the Name of Love
- 1968: Summertime Love / Alice’s Restaurant
- 1968: Chitty Chitty Bang Bang / Me Old Bam Boo
- 1970: You Need Someone to Love / South American Get Away
- 1972: The Age of Not Believing / Love It Along